# Ana Wolfermann
Ana Wolfermann (Caracas, Venezuela; 20 de marzo de 2001) es una actriz, presentadora, cantante y creadora de contenido venezolana-estadounidense. Es conocida por su papel de Rosie Rivera en la serie de Netflix y Telemundo Mariposa de Barrio y por su creciente presencia en las redes sociales a través de su cuenta de TikTok.
Ha vivido en Miami, Florida desde que su familia emigró a los Estados Unidos en 2008.

## Educación
Ana Wolfermann se graduó de Coral Gables Senior High School en Miami, Florida en 2019 con un Diploma de Bachillerato Internacional Bilingüe. Luego pasó a estudiar cine, televisión y teatro en la Universidad de Notre Dame, donde actualmente es estudiante de cuarto año para obtener una licenciatura en artes.

## Carrera
A los 14 años debutó en la serie de televisión de Telemundo, Bajo el Mismo Cielo. Interpretó la versión joven de Adela Morales (protagonista). En 2016, Wolfermann interpretó a Sara Aguilar en la serie de televisión Eva la Trailera donde compartió escenas con Edith González y Javier Díaz Dueñas.
Para 2017, fue elegida en el elenco principal de la serie de televisión Mariposa de Barrio, que ahora se transmite en Netflix a nivel internacional. Interpretó a la adolescente Rosie Rivera de 12 a 17 años, hermana de la famosa cantante mexicana Jenni Rivera, y compartió escenas con actores como Angélica Celaya, Samadhi Zendejas y Gabriel Porras . En una entrevista digital en vivo de Telemundo en 2018, Wolfermann explicó que el papel de Rosie Rivera le permitió desarrollar realmente su talento a los 15 años, ya que tuvo el desafío de interpretar escenas de trauma psicológico complejo, rebelión, peleas, abuso sexual y drogas. y consumo de alcohol.
Además, formó parte del elenco principal en el episodio de "El Milagro del Niño Diego" en la miniserie Milagros de Navidad de Telemundo . Interpretó a Gabriela Johnson y compartió escenas con Litzy Domínguez, quien interpretó a su madre.
En 2018, Wolfermann interpretó a Sandy Ryan en la serie de televisión de Telemundo Mi familia perfecta. Compartió escenarios con actores como Gala Montes, Jorge Luis Moreno, Sabrina Seara y Paulina Matos.
En 2021, Wolfermann fue elegida en Disney Plus Gina Yei, como Ruby Rubí, un personaje que llevó a Wolfermann a grabar sus primeras canciones con Walt Disney Records como parte de su papel. Sus temas "La Reina" y "Mucho para ti bebé" fueron escritos por Daniel Alberto Espinoza, José Sabino, Omar Luis Sabino, Somos Producciones y Vladimir Pérez.

## Otro trabajo

### Teatro
En 2019, Wolfermann interpretó el papel principal de Felicia Alvarado en la producción de Anne García-Romero, Staging the Daffy Dame, en la Universidad de Notre Dame, dirigida por Kevin Dreyer.

### Creación de contenido
En 2020, cuando comenzó la pandemia, Wolfermann comenzó a crear videos en TikTok. En sus redes sociales comparte sus videos de estilo de vida universitario, sus objetivos personales, consejos para chicas jóvenes y sus intereses en la moda, mientras se enfoca en promover la positividad, la creatividad y el amor.

### Podcast
En el verano de 2022, Wolfermann lanzó su primer episodio de un Podcast llamado Creando felicidad, una conversación semanal sobre la vida como estudiante universitario, el crecimiento personal, el logro de metas, vivir con gratitud, cultivar relaciones y tomar el control de su propia felicidad.

### Anfitrión
Comenzando su tercer año en la Universidad de Notre Dame, Wolfermann fue seleccionada para trabajar para Fighting Irish Media como anfitriona atlética de la universidad en los juegos de fútbol, baloncesto y voleibol.

## Reconocimientos
En el 2021, fue premiada como mejor Tik Toker local en Miami Magazine.

## Filmografía
| Año  | Título              | Rol              | Producido por |
| ---- | ------------------- | ---------------- | ------------- |
| 2021 | Gina Yei            | Ruby Rubí        | Disney Plus   |
| 2018 | Mi familia perfecta | Sandy Ryan       | Telemundo/NBC |
| 2017 | Milagros de Navidad | Gabriela Johnson | Telemundo/NBC |
| 2017 | Mariposa de Barrio  | Rosie Rivera     | Telemundo/NBC |
| 2016 | Claritin Commercial | Clarita          | Telemundo/NBC |
| 2016 | Eva la Trailera     | Sara Aguilar     | Telemundo/NBC |
| 2015 | Bajo el Mismo Cielo | Adela Morales    | Telemundo/NBC |

| Año  | Título                                         | Rol              | Producido por                                          |
| ---- | ---------------------------------------------- | ---------------- | ------------------------------------------------------ |
| 2020 | Muestra de Teatro Antiracista “Buenas Cubanas" | Marisol          | Universidad de Notre Dame                              |
| 2019 | Puesta en escena de la dama Lucas              | Felicia Alvarado | Universidad de Notre Dame                              |
| 2016 | La Rana, la Princesa y el Rey                  | La princesa      | Micro Teatro Miami & Sociedad Actoral Hispanoamericana |
| 2016 | Los Locos Adams                                | Conjunto         | Sociedad Actoral Hispanoamericana                      |
| 2012 | Vitrina de jóvenes milagros                    | Annie            | Actores Teatro PlayHouse                               |
| 2012 | Gatos jr.                                      | Victoria         | Actores Teatro PlayHouse                               |